# Szenuda II
Szenuda II – patriarcha Koptyjskiego Kościoła Ortodoksyjnego od roku 1032 do 1046.